# Alessandra Ho
Alessandra Ho (* 27. Februar 2000) ist eine australische Synchronschwimmerin, die an den Olympischen Sommerspielen 2020 in Tokio teilnahm.

## Karriere

### Olympische Spiele
Alessandra Ho gehörte bei den Olympischen Sommerspielen 2020 in Tokio zum australischen Aufgebot im Mannschaftswettkampf. Den olympischen Mannschaftswettkampf absolvierte sie zusammen mit ihren Mannschaftskameradinnen Carolyn Rayna Buckle, Hannah Burkhill, Kiera Gazzard, Kirsten Kinash, Rachel Presser, Emily Rogers und Amie Thompson am 6. und 7. August 2020 im Tokyo Aquatics Centre des sogenannten „Wald-von-Tatsumi-Strandpark“ und belegte den 9. Platz von zehn teilnehmenden Mannschaften mit einer Gesamtwertung von 153,0018 Punkten.